# Herbert Born
Herbert Born (* 11. November 1916 in Osmarsleben, Kreis Staßfurt) ist ein ehemaliger deutscher Politiker der DDR-Blockpartei DBD. Er war Vorsitzender des Bezirksvorstandes Magdeburg der DBD und Abgeordneter der Volkskammer der DDR.

## Leben
Born, Sohn eines Landarbeiters, besuchte die Volksschule in Güsten und war anschließend von 1931 bis 1936 selbst als Landarbeiter tätig. Ab 1936 leistete er Militärdienst, später Kriegsdienst. Nach Ende des Krieges wieder als Landarbeiter tätig (1945/46), dann als Industriearbeiter. 1948 wurde er Neubauer. 1953 wurde er Vorsitzender der LPG „Paul Scholz“ in Güsten-Osmarsleben.
Born trat 1949 in die DBD ein. Von 1952 bis 1954 war er Erster Vorsitzender des Kreisvorstandes Staßfurt. 1952 besuchte er die DBD-Parteischule „Ernst Goldenbaum“ in Dieskau bei Halle (Saale). 1952 wurde er Mitglied des Kreistages Staßfurt sowie Mitglied der Ständigen Kommission für Kultur und Landwirtschaft. Seit 1957 war Born auch Mitglied des Rates des Kreises Staßfurt.
Von 1960 bis 1962 fungierte er als Vorsitzender des Bezirksvorstandes Magdeburg der DBD. Von 1958 bis 1963 war Born als Mitglied der DBD-Fraktion auch Abgeordneter der Volkskammer der DDR. Im Mai 1987 nahm er als Vertreter der LPG Tierproduktion Amesdorf (Bezirk Magdeburg) und ältester Delegierter mit 70 Jahren am XIII. Bauernkongress der DDR in Schwerin teil.

## Auszeichnungen
- Ehrentitel Hervorragender Genossenschaftler (1957)